# 摺古木山
摺古木山（すりこぎやま）は、木曽山脈南部の主稜線上にある標高2,169mの山である。
山頂は長野県飯田市と木曽郡大桑村の間にある。山頂には、一等三角点がある。

## 概要
長野県道8号飯田南木曽線（大平街道）にある大平宿は、1970年（昭和45年）に集団離村して廃村になった。その宿場の建物などが保存され、自然体験などの宿泊施設となっている。そこから北に東沢林道が伸びており、その終点には摺古木山自然休憩舎がある。

## 登山

### 登山ルート
東沢林道の終点に摺古木山の登山口がある。登山道は途中で二つのコースに分岐して山頂で合流する。その山腹には風穴がある。
- 周遊路コース - 西にある天然公園展望台へ向かう巻道ルート。山頂へ向かう登山道沿いに、摺古木自然園や摺古木展望台がある。周辺の高層湿原ではモウセンゴケが見られ、シャクナゲの群生地がある。展望台からは御嶽山や、木曽山脈・飛騨山脈の山々が望める。
- 中央コース - 登山道には、大きな花崗岩の岩が点在する。登山道の中間の東側には、風穴山がある。
- 中央縦走路 - 安平路山方面へ続く、木曽山脈の主稜線の縦走ルートがある。

### 周辺の山小屋
木曽山脈の有人の山小屋は、完全予約制となっている。駒ヶ岳頂上山荘にのみキャンプ指定地がある。最寄りの有人の山小屋は越百小屋。
| 画像 | 名称               | 所在地                        | 収容人数 | 備考     |
| ---- | ------------------ | ----------------------------- | -------- | -------- |
|      | 安平路避難小屋     | 安平路山とシラビソ山 との鞍部 | 15人     | 無人小屋 |
|      | 摺古木山自然休憩舎 | 東沢林道終点 摺古木山登山口   |          | 休憩所   |

## 周辺の山

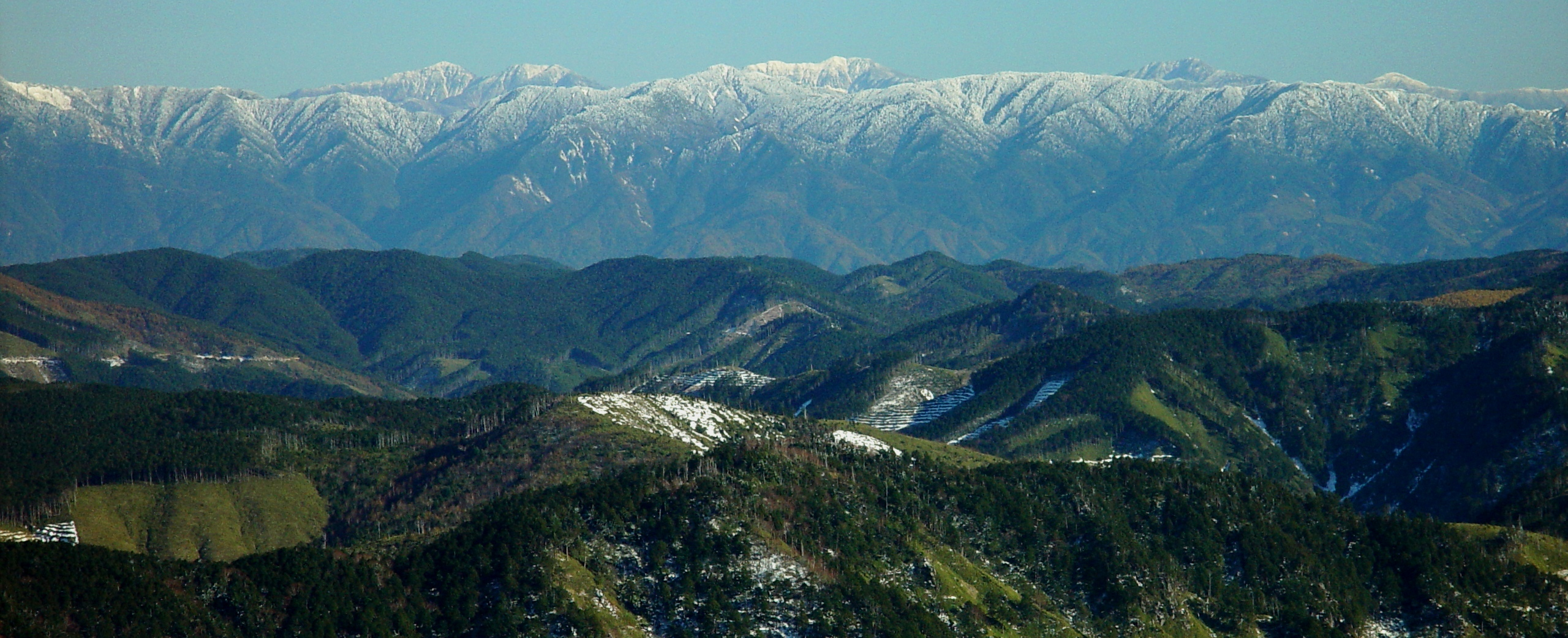
小秀山から望む安平路山周辺の山

木曽山脈南部の主稜線上にある。木曽川の支流及び、天竜川水系の松川の源流の山で、それらの河川は伊勢湾と太平洋へ流れる。
| 山容 | 名称     | 標高 （m） | 三角点 等級       | 摺古木山からの 方角と距離（km） | 備考                    |
| ---- | -------- | ---------- | ----------------- | ------------------------------- | ----------------------- |
|      | 越百山   | 2,613.24   | 三等              | 北東 6.0                        | 日本三百名山 こすもやま |
|      | 安平路山 | 2,363.14   | 三等              | 東北東 4.5                      | 日本二百名山            |
|      | 摺古木山 | 2,168.52   | 一等              | 0                               |                         |
|      | 南木曽岳 | 1,676.93   | 二等              | 西 8.8                          | 日本三百名山            |
|      | 恵那山   | 2,191      | 一等 （2,189.81） | 南西 22.8                       | 日本百名山              |

## 主な出来事
- 1969年8月4日-8月6日：登山中の神戸市立御影工業高等学校の教諭、生徒7人が土石流（鉄砲水）に遭遇して死亡。松川入沿いのルートで登山中天候が悪化し、谷沿いの森林組合の作業小屋で休息をとっていたところを小屋ごと土石流に流された[4]。

## 関連図書
- 『新日本山岳誌』ナカニシヤ出版、ISBN 4-7795-0000-1
- 『ヤマケイ　アルペンガイド　中央アルプス　御嶽山・白山』山と溪谷社、2009年、ISBN 978-4-635-01359-8
- 『山と高原地図 木曽駒・空木岳 中央アルプス2010』昭文社、ISBN 978-4-398-75720-3
- 『新・分県登山ガイド(改訂版)　長野県の山』山と溪谷社、ISBN 978-4-635-02365-8
- 『(改訂新版)　名古屋周辺の山』山と溪谷社、ISBN 978-4-635-18017-7
- 『東海・北陸の200秀山　下(東海・信州編)』中日新聞社、ISBN 978-4-8062-0599-9
- 『中央アルプスの山旅　地形・地質観察ガイド』飯田市美術博物館